# Baby's in Black
Baby's in Black è un brano musicale dei Beatles, composto da John Lennon e Paul McCartney, pubblicato nell'album Beatles for Sale.

## Descrizione
Academy Music Group descrisse la canzone come «un lamento d'amore per una ragazza in lutto, forse il brano più cupo rispetto a qualsiasi precedente canzone dei Beatles». Il testo si riferisce ad Astrid Kirchherr, una fotografa e amica dei Beatles incontrata durante il loro primo viaggio ad Amburgo. Era la fidanzata di Stuart Sutcliffe, ed era sconvolta per la sua prematura morte avvenuta nel 1962.
Lennon e McCartney cercarono di riprodurre il tempo in 3/4 di If You Gotta Make a Fool of Somebody, canzone del 1962 di James Ray; tuttavia Baby's in Black ha un tempo di 6/4, fornito da una variazione della filastrocca infatile Johnny's So Long At the Fair.

### Registrazione
Subito dopo che terminarono le registrazioni di A Hard Day's Night, i Beatles erano in partenza per vari tour all'estero. Durante i numerosi viaggi, Lennon e McCartney composero il loro quarto album, Beatles for Sale. Baby's in Black è la prima traccia composta per questo album – insolitamente malinconico.
Registrata l'11 agosto 1964, richiese quattordici registrazioni prima di essere completata, principalmente per problemi alla chitarra di Harrison. Lennon e McCartney cantano le loro parti vocali nel medesimo microfono.
I Beatles eseguirono la canzone ai concerti da fine 1964 al loro ultimo concerto a Candlestick Park, solitamente dopo Rock and Roll Music e She's a Woman; questo la rende il brano di Beatles for Sale più presente nei loro spettacoli. Nel 1996, una versione dal vivo di Baby in Black fu pubblicata come lato B di Real Love, il secondo singolo estratto dall'Anthology.

## Formazione[9]
- John Lennon – voce, chitarra ritmica acustica
- Paul McCartney – voce, basso
- George Harrison – chitarra solista
- Ringo Starr – batteria

## Nella cultura di massa
Nel 2010 è uscito un fumetto omonimo, Baby's in Black, di Arne Bellstorf ispirato alla reale storia d'amore fra Astrid Kirchherr e Stuart Sutcliffe.